# Tniumanu
Tniumanu is een bestuurslaag in het regentschap Belu van de provincie Oost-Nusa Tenggara, Indonesië. Tniumanu telt 1347 inwoners (volkstelling 2010).